# Brachynomada bigibbosa
Brachynomada bigibbosa är en biart som först beskrevs av Heinrich Friese 1908.  Brachynomada bigibbosa ingår i släktet Brachynomada och familjen långtungebin. Inga underarter finns listade.